# Camp Nathan Smith

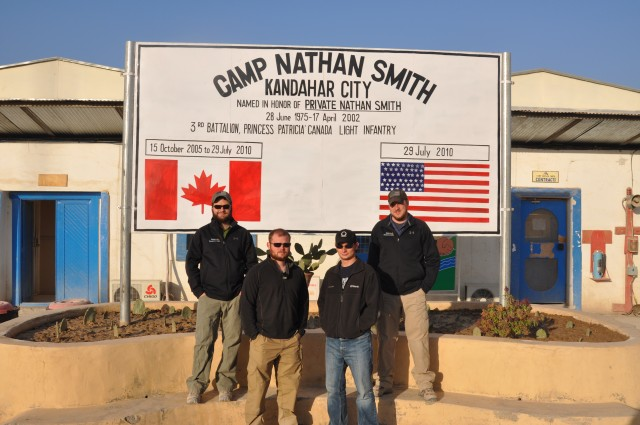
Eingangsbereich zum Camp Nathan Smith

Camp Nathan Smith war ein Feldlager in Afghanistan der kanadischen und US-amerikanischen Streitkräfte, das ab dem 15. Oktober 2005 einige Kilometer nordöstlich von Kandahar bestand. Das Camp war das Hauptquartier des von 2005 bis 2010 von den Kanadiern geführten binationalen PRT Kandahar. Deshalb waren im Camp Nathan Smith nicht nur etwa 2000 kanadische Soldaten, sondern auch kanadische Diplomaten und Entwicklungshelfer untergebracht. Die zweite Nation dieses PRTs sind die USA, die hier ein regionales Hauptquartier und US-Soldaten stationiert hatten. Im Sommer 2010 übernahmen die USA die Leitung des PRT Kandahar und damit auch des Camp Nathan Smith.